# Imperial Star Destroyer
Imperial Star Destroyer é um tipo de nave espacial que compõe a Frota Estelar do Império Galáctico no universo fictício da série Guerra nas Estrelas. Conhecidas pelos vastos aparatos bélicos, tamanho e imponência, os destroyers estelares da Marinha Espacial do Império constituíam um dos principais meios de impôr a autoridade e a imponência imperial através da galáxia. Mediam pouco mais de um quilômetro de comprimento e continham um atracadouro com vários caças TIE, unidades de AT-AT,AT-TS, e um contingente composto por milhares de soldados entre tropas de terra e tripulantes.

## Star Wars Episode III: A Vingança dos Sith
Após o massacre interpelado pela Ordem 66, a República Galáctica é dissolvida mediante uma sessão extraordinária no Senado Galáctico. Darth Sidious, o principal antagonista dos três filmes prequenciais de Guerra nas Estrelas sob a sorrelfa do Supremo Chanceler Palpatine, funda o Império Galáctico e "coroa" a si mesmo como Imperador. Como  braço-direito, Darth Sidious sagra Darth Vader, antigo Anakin Skywalker, como novo aprendiz de Sith para fazer sua vontade contra os remanescentes da Ordem Jedi que sobreviveram. Após o épico duelo no planeta vulcânico Mustafar contra seu ex-mestre, Obi-Wan Kenobi, Darth Vader perde os braços e pernas e fica à beira da morte. Resgatado pelo Imperador, Vader é levado para o Hospital Imperial para uma longa cirurgia, daonde sai com um complexo e permanente sistema de suporte vital em forma de armadura, inspirada no traje de antiquíssimos guerreiros Sith a pedido de Sidious.
Na cena seguinte, junto com as primeiras fases de construção secreta da Estrela da Morte, dá-se início à Era Imperial e à construção dos maiores e mais imponentes destróieres imperiais, baseados no projeto dos antigos cruzadores estelares de ataque e destróieres estelares classe-Venator republicanos.

## Star Wars Episode IV: Uma Nova Esperança
Mais de vinte anos após os eventos do Episódio III, o destróier imperial Devastador intercepta e aborda uma pequena nave corelliana nos céus do planeta árido Tatooine. Seguindo as instruções do Grão-Moff Tarkin,  antagonista principal deste episódio, Darth Vader executa os tripulantes e leva presa a passageira e senadora do planeta Alderaan, Princesa Leia, que estava numa missão para entregar os planos técnicos da Estrela da Morte à Aliança Rebelde.
O arrebatador aparecimento do destróier imperial na abertura do filme é considerada uma das mais marcantes e revolucionárias da História do Cinema.

## Star Wars Episode V: O Império Contra-Ataca
A bordo do ainda maior super-destróier estelar classe-Executor, o antagonista principal deste episódio, Darth Vader, lidera uma mega operação de revanche contra os Rebeldes após a destruição da Estrela da Morte no episódio anterior.
Considerado pelos fãs o melhor episódio dos três filmes sequenciais, os destróieres estelares são explorados com muito maior riqueza de detalhes do que no episódio anterior e até mais do que no próximo, desde o poder bélico durante a perseguição da Millenium Falcon pelo cinturão de asteroides até a composição dos passadiços das naves.

## Star Wars Episode VI: O Retorno de Jedi
A fatídica Batalha de Endor marcou o fim definitivo da glória da Frota Imperial, bem como o fim do próprio Império Galáctico.
Após maquinar com toda a Frota Estelar (capitaneada pelo Almirante Piett a bordo do Executor) uma cilada para arrasar definitivamente a Rebelião, o Imperador decide supervisionar a construção da nova, maior e futuramente implacável Estrela da Morte.
Contemplando da Sala do Trono a batalha final nos céus de Endor e na intenção de converter Luke Skywalker para o lado sombrio da Força, o Imperador manda dizimar as naves da Frota Rebelde uma por uma através do poderio do supostamente inativo superlaser da Estrela da Morte.
Porém, o Imperador tem seus planos frustrados após subestimar o bom ânimo de Skywalker e dos demais Rebeldes, e termina não só vencido, como morto pelas mãos do próprio Darth Vader reconvertido ao lado luminoso da Força.
Nesta última e imensa batalha, a Frota Imperial é reduzida a quase nada do esplendor que outrora foi, com as principais baixas sendo a destruição do super destróier estelar Executor, que chocou-se com a Estrela da Morte após seu passadiço ter sido destruído por uma investida kamikaze de um caça rebelde, bem como a destruição da própria Estrela da Morte por Lando Calrissian.
Trinta anos mais tarde, o modelo do destróier estelar imperial se tornaria a base do projeto para os encouraçados estelares da Primeira Ordem.